# House (film, 1977)
Pour les articles homonymes, voir House.
Pour plus de détails, voir Fiche technique et Distribution.
House (ハウス, Hausu) est un film d'horreur expérimental japonais réalisé par  Nobuhiko Ōbayashi, sorti en 1977.
C'est le premier long-métrage de Nobuhiko Ōbayashi, qui marque le début de son univers visuel surréaliste. Il est considéré comme l'un des films pionniers du cinéma psychédélique.

## Synopsis
Une jeune lycéenne nommée « Belle »  se rend à la maison de campagne de sa tante malade, accompagnée de six de ses camarades de classe : Gari, Merodî, Kunfû, Makku, Suîto et Fanta. Les sept filles devront faire face à des évènements surnaturels.

## Fiche technique
- Titre original : ハウス (Hausu?)
- Titre international : House
- Réalisation : Nobuhiko Ōbayashi
- Assistant réalisateur : Kōhei Oguri
- Scénario : Chiho Katsura (ja), Chigumi Ōbayashi
- Photographie : Yoshitaka Sakamoto (ja)
- Décors : Kazuo Satsuya (ja)
- Montage : Nobuo Ogawa (ja)
- Musique : Asei Kobayashi (ja), Mickie Yoshino (en)
- Société de production : Tōhō
- Société de distribution : Potemkine Films (France)[1]
- Pays de production :  Japon
- Langue originale : japonais
- Genres : Comédie horrifique, fantastique
- Durée : 88 minutes[2] (métrage : 2 406 m[2])
- Dates de sortie : 
  - Japon : 30 juillet 1977[2]
  - France : 28 juin 2023[1]

## Distribution
- Kimiko Ikegami : Belle (Oshare)
- Miki Jinbo :  Kung-Fu (Kunfū)
- Kumiko Ōba : Fanta
- Ai Matsubara : Binocles (Gari)
- Mieko Satō : Mach (Makku)
- Eriko Tanaka : Melody (Merody)
- Masayo Miyako : Sweet (Suwīto)
- Kiyohiko Ozaki : Keisuke Tōgō
- Saho Sasazawa : Le père d'Angel
- Yōko Minamida : la tante d'Angel